# Józef Jaszuński

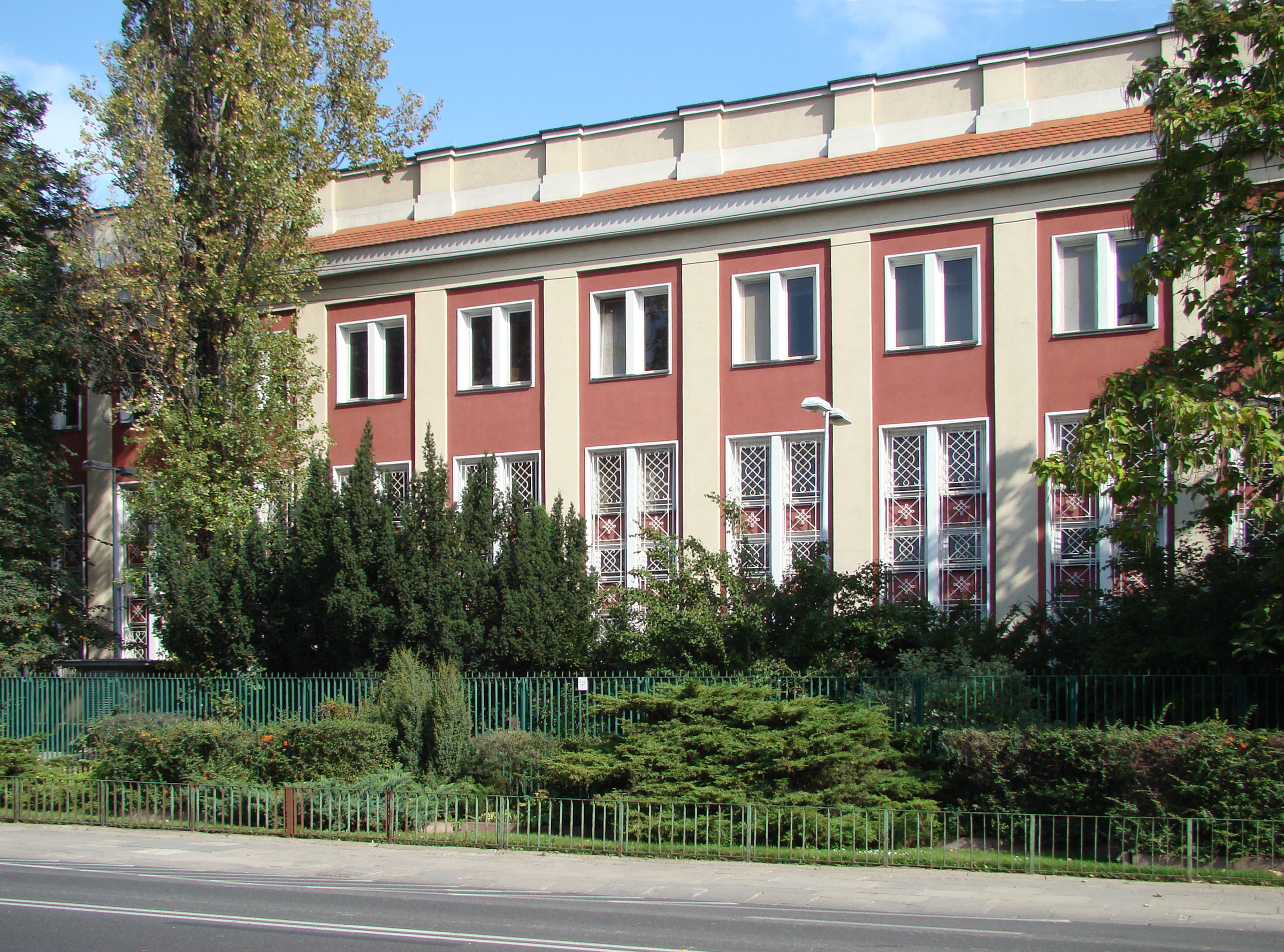
Nieistniejący budynek Mennicy Polskiej, elewacja od ulicy Żelaznej

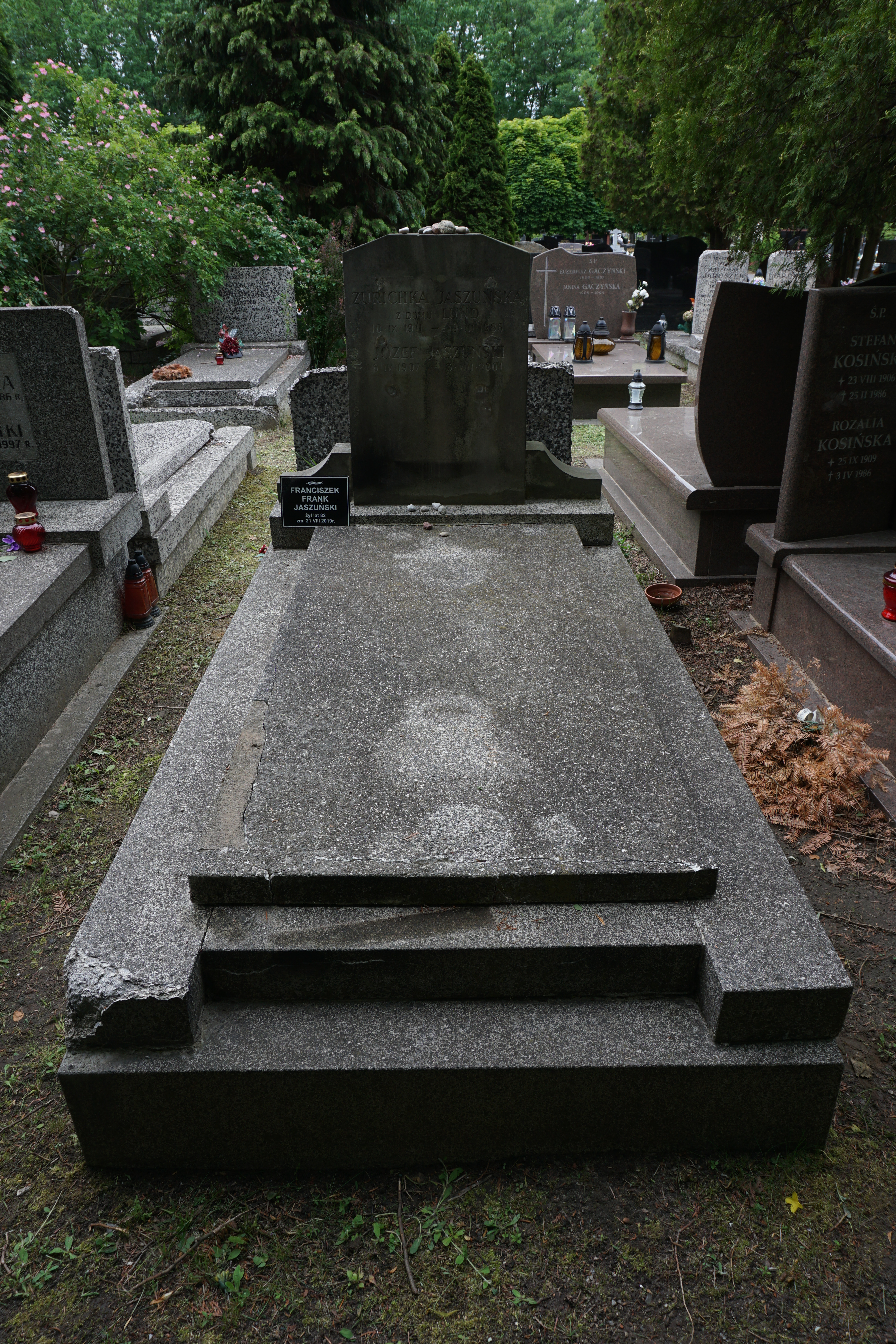
Grób Józefa Jaszuńskiego na cmentarzu komunalnym Północnym

Józef Jaszuński (ur. 6 kwietnia 1907 w Łodzi, zm. 3 sierpnia 2001 w Warszawie) – polski architekt, malarz akwarelista.

## Życiorys
Studiował na Wydziale Architektury Politechniki Lwowskiej, dyplom otrzymał w 1930. Od 1945 pracował w „Miastoprojekcie-Północ”, a od 1958 zajmował stanowisko architekta warszawskiej dzielnicy Praga-Północ. Od 1933 należał do Oddziału Warszawskiego SARP, od 1949 do 1950 pełnił funkcję sekretarza, od 1951 do 1953 był członkiem zarządu oddziału, kolejne dwa lata był wiceprezesem, a od 1954 do 1957 wiceprezesem SARP.
Był również malarzem akwarelistą, należał do koła „Plener”.
Został pochowany na komunalnym cmentarzu Północnym (kw. E-VI-1, rząd 5, grób 6).

## Dorobek architektoniczny
Projektował budynki użyteczności publicznej m.in. budynek Mennicy Polskiej przy ulicy Icchoka Pereca 21 w Warszawie w stylu historyzmu modernistycznego (zburzony w 2014).
Uczestniczył w konkursach architektonicznych m.in.
- koncepcja osiedla Bródno, II miejsce, współautorzy: Adam Jarzębski, Józef Sędrowicz, Anna Zarębska, Tadeusz Matuszewski /1961/;
- koncepcja zagospodarowania przestrzennego zachodniej części Osi Saskiej, wyróżnienie II stopnia /1961/.